# Российский, Дмитрий Михайлович
Дмитрий Михайлович Российский (1887—1955) — советский терапевт и историк медицины, профессор Московского университета, заслуженный деятель науки РСФСР.

## Биография

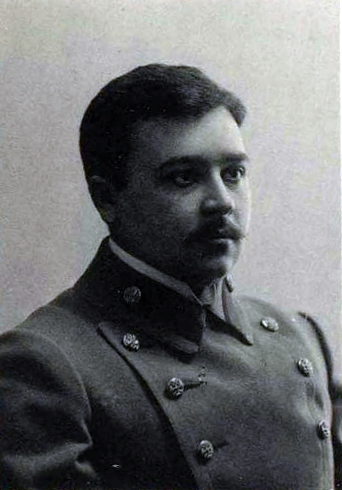
Д. М. Российский, 1911 год

Родился в семье полковника Михаила Александровича Российского (1862—1910). Мать звали Марией Дмитриевной. Окончил 1-ю Московскую классическую гимназию с серебряной медалью (1906). Поступил на медицинский факультет Московского университета, который окончил с отличием (1911). С 1912 года сотрудник, а затем заведующий кафедрой госпитальной терапевтической клиники медицинского факультета Московского университета. Присвоена учёная степень доктора медицины за экспериментальную работу «О влиянии экстракта из инфундибулярной части гипофиза на обмен веществ у животных» (1915). Закончил биологическое отделение физико-математического факультета МГУ (1920).
Заведующий поликлинической кафедрой 1-го ММИ (1921—1953). Одновременно в 1948 году — заведующий кафедрой истории медицины. Заведующий кафедрой фармакологии (1953—1955).
Научная деятельность Российского была посвящена вопросам клинической медицины, фармакологии и истории медицины. Принимал участие в создании первых отечественных руководств «Основы эндокринологии» и «Клиническая эндокринология». Им написана монография о несахарном диабете, опубликованы работы об отравлениях и противоядиях, по вопросам бальнеологии, по клиническим лабораторным методам исследования. Ему принадлежит заслуга разработки методики поликлинического обучения студентов. Вопросам истории медицины Российский посвятил около 150 работ. Наиболее важная среди них — «История отечественной медицины и здравоохранения, Библиография (996—1954 гг.)». Последний его труд «200 лет медицинского факультета Московского государственного университета» вышел посмертно (1955).
Российский являлся председателем Всероссийского общества эндокринологов, председателем Всесоюзного и Московского историко-медицинских научных обществ, председателем Всесоюзного комитета по борьбе с гриппом, председателем Комиссии по изысканию новых лекарственных веществ, членом Фармакологического комитета, Учёного медицинского Совета М3 СССР.
Награждён орденом Трудового Красного Знамени. Заслуженный деятель науки РСФСР.
Умер в 1955 году. Похоронен на Введенском кладбище (4 уч.).
Сочинения:
- О влиянии экстракта из инфундибулярной части Glandulae Pituitariae на обмен веществ у животных, дисс., М., 1914
- Клинические лабораторные методы исследования, М.— Пг., 1923, М.— Л., 1931
- Лекарственные растения СССР, М., 1926
- Грипп, М., 1942; Отечественные лекарственные растения и их врачебное применение, М., 1944
- 200 лет медицинского факультета Московского государственного университета — 1 Московского ордена Ленина медицинского института, М., 1955
- История всеобщей и отечественной медицины и здравоохранения, Библиография (996—1954 гг.), М., 1956.